# Martin Drewes

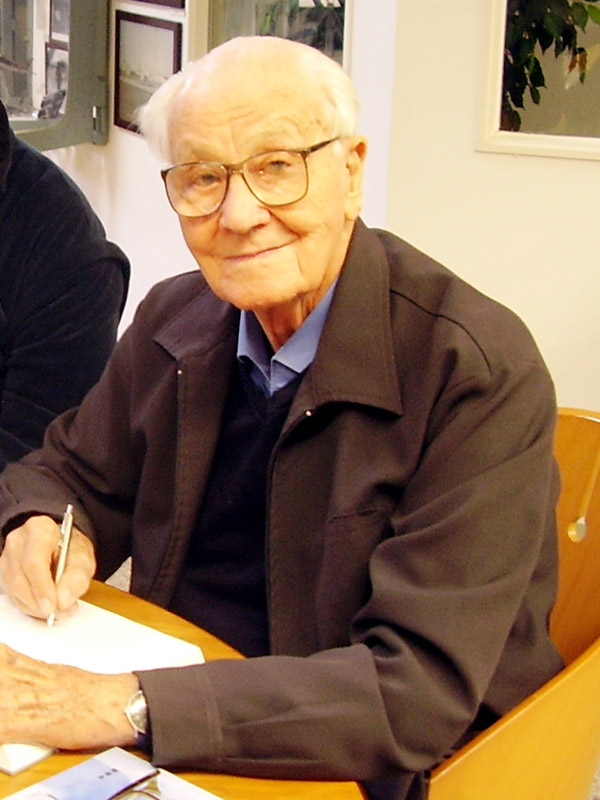
Martin Drewes en 2011.

Martin Drewes (20 de octubre de 1918 - 13 de octubre de 2013) fue un as nocturno de la Luftwaffe alemana durante la Segunda Guerra Mundial, con 52 victorias, con más encuentros contra los cuatro motores bombarderos británicos Handley Page Halifax y Avro Lancaster. Drewes voló en variantes del Messerschmitt Bf 110.